# La face de Bellevarde
La face de Bellevarde (französisch für „Die [Berg-]Wand von Bellevarde“) ist eine schwarze Skipiste in Val-d’Isère, Frankreich. Auf ihr wurden unter anderem die Herrenabfahrten der Olympischen Spiele 1992 und der Alpinen Skiweltmeisterschaften 2009 ausgetragen sowie seit dem Skiweltcup 2007/08 die Herren-Weltcuprennen in Val-d’Isère. Die Strecke führt vom Rocher de Bellevarde hinunter ins Tal der Isère. Sie ist die einzige Abfahrtspiste, bei der man vom Start direkt ins Ziel blicken kann. Die Zuschauer können vom Tal 90 Prozent der Strecke sehen.
Anders als die Piste Oreiller-Killy (O.K.-Piste), auf der traditionellerweise das Kriterium des ersten Schnees stattfindet (bzw. für die Herren bis 2007/2008 stattfand), ist La face de Bellevarde extrem steil, kurvenreich und besitzt nur ein richtiges Gleitstück.

## Geschichte
Die Piste wurde von Bernhard Russi für die Olympischen Winterspiele 1992 konzipiert. Für die Realisierung waren einige Felssprengungen notwendig, was bei Umweltschützern für Kritik sorgte.
Die Generalprobe im Rahmen des Weltcups musste wetterbedingt abgesagt werden, so war die olympische Abfahrt am 9. Februar 1992 der erste große Wettbewerb auf La face de Bellevarde. Patrick Ortlieb gewann die Goldmedaille in dieser Disziplin. Josef Polig siegte in der Kombination, Kjetil André Aamodt im Super-G und Alberto Tomba im Riesenslalom. Der Slalom wurde in Les Menuires gefahren.
Bis 2008 wurden dann nur ein FIS-Rennen und eine französische Meisterschaft auf La face de Bellevarde ausgetragen. Angesichts des hohen Aufwandes für die Pistenpräparation, die wegen der Steilheit des Geländes großteils manuell erfolgen muss, fanden seit 1992 aber keine Abfahrten mehr statt. In der Weltcup-Saison 2007/08 konnte nur eine Super-Kombination durchgeführt werden – die ebenfalls geplante Abfahrt wurde abgesagt. Bei der Weltmeisterschaft 2009 fanden schließlich alle Rennen der Herren sowie Slalom und Riesenslalom der Damen auf La face de Bellevarde statt.
Durch das geänderte Skimaterial musste die Kursführung der Abfahrt angepasst werden, um durch zahlreiche enge Kurven das Tempo zu vermindern. Die Laufzeit war 2009 ca. 20 Sekunden länger als 1992 und die Durchschnittsgeschwindigkeit mit etwa 80 km/h für eine Abfahrt sehr gering. Von Seiten der Abfahrtsspezialisten wurde die Strecke deswegen teils heftig kritisiert.

## Streckenführung
Die Abfahrt wird am Mur de Bellevarde gestartet und beginnt mit einem langen Gleitstück. An dessen Ende folgt eine enge Linkskurve, die Petit Col. Nach dem Sprung Bosse Catherine folgt ein steiler, kurvenreicher Streckenabschnitt, der nach einer 180-Grad-Kurve, wo der Super-G gestartet wird, in eine Schrägfahrt übergeht. Danach kommt man über ein flaches Gelände in die Face de Bellevarde. Nach der Passage de la Buse folgt die Passage de L’Ancolie, die nach der Alpenblume Akelei benannt ist. Sie ist steil, eng und führt durch zwei Felsen. Dann geht es relativ flach durch den Abschnitt Vasque Olympique weiter. Zuletzt kommt der weite Sprung Bosse Cathiard mit dem langen Zielschuss.